# Coz, Alpedriz e Montes
Coz, Alpedriz e Montes (llamada oficialmente União das Freguesias de Coz, Alpedriz e Montes) es una freguesia portuguesa del municipio de Alcobaza.

## Historia
Fue creada el 28 de enero de 2013 en aplicación de una resolución de la Asamblea de la República de Portugal promulgada el 16 de enero de 2013 con la unión de las freguesias de Alpedriz, Cós y Montes, pasando a estar situada su sede en la antigua freguesia de Cós.

## Demografía
| Gráfica de evolución demográfica de Coz, Alpedriz e Montes entre 2011 y 2021 |
|                                                                              |
| Datos según el nomenclátor publicado por el INE portugués.                   |